# 신의 한 수: 귀수편
신의 한 수: 귀수편은 2019년 11월 7일에 개봉한 대한민국의 영화이다.

## 캐스팅
- 권상우 : 귀수 역
- 김희원 : 똥선생 역
- 김성균 : 허일도 역
- 허성태 : 부산잡초 역
- 우도환 : 외톨이 역
- 정인겸 : 황덕용 사범 역
- 원현준 : 장성무당 역
- 박상훈 : 어린 귀수 역
- 신수연 : 신수연 역
- 홍기준 : 갈고리눈 역
- 스테파니 리 : 황선희 二단 역
- 주서은 : 수희 역
- 조운 : 귀수 부 역
- 이서환 : 외톨이 부 역
- 이규호 : 떡대 역
- 윤기현 : 츄리닝형 역
- 이지석 : 츄리닝동생 역
- 우수빈 : 뚱보사범 역
- 김준영 : 중년사범 역
- 김곤 : 족제비 역
- 이홍내 : 들개 역
- 김지수 : 황덕용 부인 역
- 정재원 : 40대손님(88기원) 역
- 박응수 : 옆손님(88기원) 역
- 송영탁 : 상대(88기원) 역
- 박웅준 : 바둑쌀롱 신사 역
- 오승찬 : 바둑쌀롱 신사 역
- 김산 : 귀수부 상대꾼 역
- 한태일 : 국밥노인 역
- 홍윤재 : 사인회 스텝 역
- 김태현 : 빵때림 역
- 김선동 : 살모사 역
- 권윤구 : 능구렁이 역
- 김문학 : 간고등어 역
- 김상호 : 검도관장 역
- 박영빈 : 100인 다면기 프로바둑기사 역
- 강정혁 : 피떡사내 역
- 선율우 : 잡초 수하1 역
- 양현태 : 잡초 수하 2 역
- 남경화 : 싸인회 바둑위원 역
- 박종희 : 20인 다면기 바둑기사 역
- 이용재 : 20인 다면기 바둑기사 역
- 노성후 : 황덕용 경호원 역
- 박민수 : 어린 외톨이 역
- 이영서 : 뚱보소년 역
- 차성제 : 기원소년 역
- 배하은 : 싸인받는아이 역
- 곽진 : 88기원 바둑꾼 역
- 최준영 : 88기원 바둑꾼 역
- 박재완 : 88기원 바둑꾼 역
- 곽민준 : 88기원 바둑꾼 역
- 임채선 : 88기원 바둑꾼 역
- 임정민 : 88기원 바둑꾼 역
- 심상용 : 귀수 대역
- 조제웅 : 외톨이 대역
- 이주원 : 잡초 대역
- 황인환 : 갈고리눈 대역
- 황춘하 : 오소리 역 (우정출연)
- 고세원 : 신부 역 (우정출연)
- 유선 : 홍 마담 역 (특별출연)
- 이병준 : 칠보사 역 (특별출연)
- 박경혜 : 기차역 여직원 역 (특별출연)

## 같이 보기
- 2019년 대한민국의 영화 목록